# GrandOptical
GrandOptical est une enseigne et un groupe français dans le secteur de l'optique.

## Dates importantes
- 1989 : 1er magasin en région parisienne (centre commercial Belle Épine)
- 1990 : 10 magasins ouvrent en 1 an
- 1995 : 1er magasin étranger en Espagne
- 1999 : ouvert en 1991, le magasin des Champs-Elysées double sa surface (1 000m²)
- 2000 : l'enseigne compte 60 magasins
- 2005 : le groupe Hal acquiert GrandVision
- 2007 : ouverture de la franchise GrandOptical et fusion avec 105 magasins Visual
- 2008 : GrandOptical ouvre son 200e magasin pour ses 20 ans
- 2021 : Rachat de GrandVision par EssilorLuxottica